# 圖爾內爾坎普山
46°59′26″N 11°48′33″E / 46.99056°N 11.80917°E

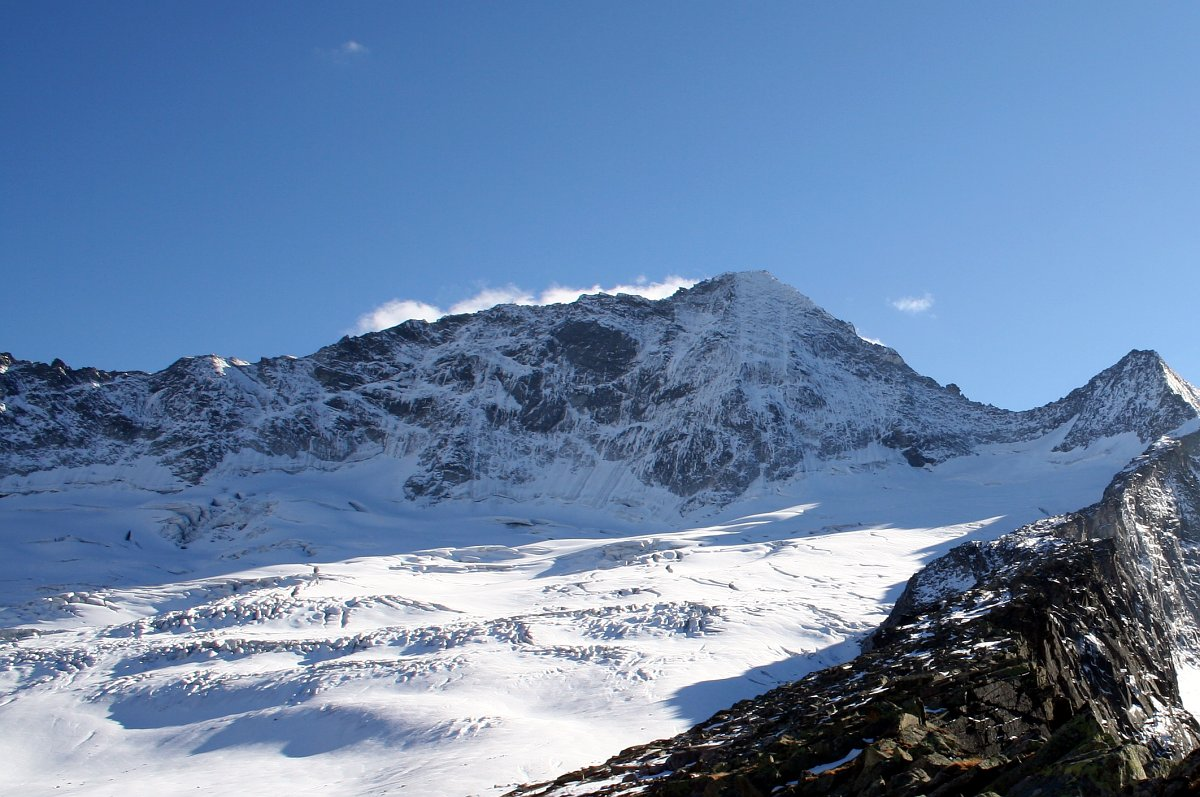

圖爾內爾坎普山（德語：Turnerkamp），是南歐的山峰，位於奥地利和意大利接壤的邊境，屬於齊勒塔爾阿爾卑斯山脈的一部分，海拔高度3,418米，人類在1860年首次登頂。